# Grajaú (Rio de Janeiro)
Grajaú è un quartiere (bairro) della Zona Nord della città di Rio de Janeiro in Brasile.

## Amministrazione
Grajaú fu istituito come bairro a sé stante il 23 luglio 1981 come parte della Regione Amministrativa IX - Vila Isabel del municipio di Rio de Janeiro.